# Termas de Jahuel
Termas Jahuel son unas fuentes termales ubicadas en la Región de Valparaíso, Chile, a 14 kilómetros de San Felipe y a 98 kilómetros de Santiago. 

## Ubicación
El antiguo hotel data del 1912, o sea ya más de 100 años de historia, pero el año 2005 luego de 5 años de reconstrucción, Termas de Jahuel reabre sus puertas completamente remodelado y con modernas instalaciones, mezclando arquitectura clásica que atiende todas las comodidades actuales para los huéspedes.  
Termas de Jahuel Hotel & Spa está ubicado a sólo 90 minutos de Santiago, y cuenta con 94 habitaciones, muchas de ellas con vista al Valle muy acogedoras, cómodas y con un excelente equipamiento. 
Sus aguas termales y aire puro son reconocidos internacionalmente. Su terreno total es de 538 hectáreas y cuenta con una  flora y fauna única en la que encontramos Quillayes, maitenes, algarrobos,  aloe, y también se han plantado más de 3.000 palmas chilenas. Dentro la fauna de la zona encontrarnos alpacas, conejos, zorros, pero uno de los atractivos de jahuel es la observaciones de aves,  en los que podrán encontrar aproximadamente  49 especies de aves.
Toda el agua que se consume en el Hotel es de origen Termal, y sale a 22 grados de la propia fuente ubicada en el recinto. Sus aguas cristalinas sulfatadas son totalmente naturales y de origen subterráneo, gracias a su composición mineral son recomendables para aliviar enfermedades crónicas reunmáticas y renales, además de aliviar los síntomas del cansancio, el agotamiento y la depresión.

## Historia
En el año 1834 Charles Darwin fue testigo de las bondades relajantes de Jahuel. Esto lo relató en el tomo 3 de su libro “Mi viaje alrededor del mundo”: “Agosto de 1834. Atravieso San Felipe, linda población pequeña y parecida a Quillota. Por la tarde llegamos  a Jahuel permanezco ahí por 5 días. ¡Que placer experimenté durante mi estancia en Jahuel, escalando esas inmensas montañas. Hace un tiempo hermosísimo y la atmósfera es de una pureza extraordinaria”.
Francisco Solano Asta-Buruaga y Cienfuegos escribe sobre el lugar en su s:Diccionario Geográfico de la República de Chile/J de 1889:
Jahuel.-—Riachuelo del departamento de San Felipe que procede de la laguna de Copíu en la vertiente ó base austral del cerro de Orilonco. Corre hacia el SO., pasa cercano por el lado norte de la aldea de Santa María y de la ciudad de San Felipe entre ésta y el fundo de Quilpué, tomando esto nombre en esta parte, y va á echarse en la derecha del Aconcagua á poco más de dos kilómetros al NO. de dicha ciudad. Es de reducido caudal y de unos 40 kilómetros de curso. En su parte superior, por los 32° 43' Lat. y 70° 38' Lon., y á 1,180 metros sobre el nivel del Pacífico, contiene los baños termales de su nombre, considerados de saludables influencias. Comenzaron á ser visitados á fines de 1862 y distan unos 20 kilómetros hacia el NE. de la mencionada ciudad, con la cual se comunican por una línea de diligencias.
Luis Risopatrón lo describe en su Diccionario Jeográfico de Chile de 1924:: 341 
Jahuel (Baños de) 32° 41' 70° 39'. Es de aguas cristalinas, de reducida mineralizacion, sulfatada-sódicas, con magnesia i carbonato de cal, sin olor, con un lijero sabor alcalino, que revientan con 21,8° C de temperatura en brechas porfídicas estratificadas, en gran parte metamórficas, con incrustaciones de piritas i cristales de carbonito i silicato de cal, a 1 180 m de altitud, a unos 20 kilómetros hácia el NE de la ciudad de San Felipe, con la que quedan unidos por un buen camino carretero; son considerados de saludable influencia en los casos de hiperclorhidria, comenzaron a ser visitados en 1862 i hoi dia tienen buenas casas de hospedaje, que los han convertido en lugar de pasco. Se aprovecha tres de las vertientes: una en los baños i las otras dos en embotellar el agua i espenderia en el comercio; su clima es mui seco, nieva algunas veces en el invierno i el termómetro sube a 51 i 32° C a la sombra durante el verano. 61, XV, p. 4°: XXXIX, p. 276; i CXLVI, p. 592; 63, p. 189; 127; 155, p. 341; i 156; aguas en 85, p. 163; i lugarejo en 68, p. 112; i termas Baños de Jahuel en 68, p. 36.